# مردي لو (تشهاردانغة)
مردي لو (بالفارسية: مردی‌لو) هي منطقة سكنية تقع في إيران في قسم تشهاردانغة الریفي. يقدر عدد سكانها بـ 515 نسمة.